# Hatsune Miku: Project DIVA F
A Hatsune Miku: Project DIVA ƒ (初音ミク Project DIVA ƒ) egy Sega és Crypton Future Media által létrehozott ritmusjáték, ami PlayStation Vita és PlayStation 3-ra jelent meg. Ez az ötödik játék a Hatsune Miku: Project DIVA sorozatból. A játék Japánban 2012. augusztus 30-án jelent meg PlayStation Vitára. A PlayStation 3 verzió pedig Hatsune Miku: Project DIVA Ƒ (nagy F-el) 2013. március 7-én jelent meg. A PS3 verzió lemezes és digitális változata 2013. augusztus 27-én jelent meg Észak-Amerikában. Ez az első játék a Project DIVA sorozatból ami megjelent nyugaton is. Eredetileg Európában is ekkor jelent volna meg, de ehelyett egy hetet késett, így 2013. szeptember 4-én jelent meg digitálisan. A PS Vita verzió 2014 márciusában jelent meg Észak-Amerikában és Európában is, csak digitális változatban.
Feltűnt a Sony E3 2012-es konferencián 2012. júniusban Hatsune Miku néven, hogy felmérjék a játék iránti érdeklődést. A játék Vocaloidokat használ, vagyis ének szintetizátor szoftvereket, a dalokat ezzel a szoftverrel készítették és a dalok nagy része a virtuális díva, Hatsune Miku hangjával készült. A Project DIVA F az első játék a sorozatból amelyik multi-platform. Egyidejűleg fejlesztették PlayStation Vitára és PlayStation 3-ra is, csak némi különbség van köztük az irányításban. A folytatása, Hatsune Miku: Project DIVA F 2nd címmel jelent meg PS3 és PS Vitára 2014. március 27-én Japánban és 2014. novemberben Észak-Amerikában és Európában.

## Játékmenet
A játék megtartotta az sorozat előző részeiben is jól bevált irányítást, plusz néhány újdonság is került bele, például megjelent a "csillag" szimbólum, a már meglévő X, kör, négyzet, háromszög és nyilak mellett. A "csillag" szimbólum megjelenésekor a játékosnak a PS Vita érintőképernyőjét kell használni, PS3 esetén pedig az analóg kart kell elmozdítani.
A "Chance Time" módosult az előző játékokhoz képest, minden egyes sikeres gombnyomás hozzájárul a képernyő bal alsó sarkában lévő csillag feltöltéséhez. A  "Chance Time" végén egy csillag szimbólumot kell sikeresen eltalálni, ez megváltoztatja a dal végső jelenetét. A másik újdonság a "Technical Zone". Amikor ez megjelenik a dal közben, akkor a játékosnak arra az időre nem szabad megszakítani a kombót. A végén bónusz pont jár érte. A DIVA Room és Edit Mode is szintén megtalálható a játékban, plusz funkciókkal.
A játék grafikailag fejlődött az elődeihez képest. Az animációkon finomítottak, a modellek szebbek lettek, kidolgozottabbak. Javultak az arckifejezések, és valós idejű megvilágítás is került a játékba.

## Dalok listája
Összesen 44 dal található a játékban.  33 dalt (32 új és 1 régi) kapunk ha normálisan végigjátsszuk a játékot. 4 dal csak AR Mode-ban (Vita) vagy Live Stage Mode-ban (PS3) elérhető, 1 dal DLC-ként beszerezhető, 6 bónusz dal pedig megtalálható a Project DIVA F-ben, és DLC-ként letölthető a Vita verzióhoz is.
| Dalok listája                                                                        | Dalok listája                                                                                            | Dalok listája        |
| Dal címe                                                                             | Előadó                                                                                                   | Producer             |
| ------------------------------------------------------------------------------------ | --- | -------------------- |
| Ievan Polkka (csak tutorial és Edit mode)                                            | Hatsune Miku                                                                                             | Otomania             |
| キャットフード (Cat Food)                                                            | Hatsune Miku                                                                                             | doriko               |
| 秘密警察 (Secret Police (Himitsu Keisatsu))                                          | Hatsune Miku                                                                                             | Buriru-P             |
| メランコリック (Melancholic)                                                         | Kagamine Rin                                                                                             | Junky                |
| Weekender Girl                                                                       | Hatsune Miku                                                                                             | livetune, Hachioji-P |
| タイムマシン (Time Machine)                                                          | Hatsune Miku                                                                                             | 1640mP               |
| DYE                                                                                  | Megurine Luka                                                                                            | AVTechNO             |
| Fire◎Flower                                                                          | Kagamine Len Kagamine Rin (guest)                                                                        | halyosy              |
| サマーアイドル (Summer Idol)                                                         | Hatsune Miku Kagamine Rin                                                                                | OSTER project        |
| ACUTE                                                                                | Hatsune Miku Megurine Luka KAITO                                                                         | Kurousa-P            |
| トリノコシティ (Left Behind City (Torinoko City)) (Urbandonment)                     | Hatsune Miku                                                                                             | 40mP                 |
| どういうことなの！？ (What Do You Mean!?)                                            | Hatsune Miku                                                                                             | Kuchibashi-P         |
| Stay With Me                                                                         | MEIKO | shu-tP               |
| え？あぁ、そう。(Hm? Ah, Yes.)                                                       | Hatsune Miku                                                                                             | Chouchou-P           |
| リモコン (Remote Controller)                                                         | Kagamine Rin Kagamine Len                                                                                | Jesus-P              |
| ハイハハイニ (Ashes to Ashes)                                                        | KAITO | Tennen               |
| World's End Umbrella                                                                 | Hatsune Miku                                                                                             | Hachi                |
| FREELY TOMORROW                                                                      | Hatsune Miku                                                                                             | Mitchie M            |
| モノクロ∞ブルースカイ (Monochrome∞Blue Sky)                                          | Hatsune Miku                                                                                             | Noboru↑              |
| MEGANE (Glasses)                                                                     | Megurine Luka                                                                                            | Ultra-Noob           |
| 鏡音八八花合戦 (Kagamine HachiHachi Flower Fight)                                    | Kagamine Rin Kagamine Len                                                                                | Moja-P               |
| ワールズエンド・ダンスホール (World's End Dance Hall)                                | Hatsune Miku Megurine Luka                                                                               | wowaka               |
| ネトゲ廃人シュプレヒコール (The MMORPG Addict's Anthem)                              | Hatsune Miku                                                                                             | Satsuki Ga Tenkomori |
| Nostalogic                                                                           | MEIKO | Yuukiss              |
| Nyanyanyanyanyanyanya!                                                               | Hatsune Miku                                                                                             | daniwell             |
| アンハッピーリフレイン (Unhappy Refrain)                                             | Hatsune Miku Kagamine Len (guest) KAITO (guest)                                                          | wowaka               |
| ODDS&ENDS                                                                            | Hatsune Miku                                                                                             | ryo                  |
| 天樂 (Heaven's Music(Tengaku))                                                       | Kagamine Rin                                                                                             | Yuuyu                |
| 神曲 (Divine Comedy) (God-Tier Tune)                                                 | Hatsune Miku                                                                                             | Anyuu-P              |
| BLACK★ROCK SHOOTER                                                                   | Hatsune Miku                                                                                             | ryo                  |
| ネガポジ*コンティニューズ (Negaposi*Continues)                                       | Hatsune Miku                                                                                             | sasakure.UK          |
| Sadistic.Music∞Factory                                                               | Hatsune Miku                                                                                             | cosMo                |
| 夢の続き (Continuing Dream)                                                          | Hatsune Miku Megurine Luka Kagamine Rin Kagamine Len                                                     | Dixie Flatline       |
| ワールドイズマイン (World Is Mine) ~39's Giving Day Edition~                         | Hatsune Miku                                                                                             | ryo                  |
| ミラクルペイント (Miracle Paint)                                                     | Hatsune Miku                                                                                             | OSTER project        |
| みくみくにしてあげる♪【してやんよ】 (I'll Make You Do the Miku Miku♪ (You'll Do It)) | Hatsune Miku                                                                                             | ika                  |
| 1/6 – out of the gravity – ~39's Giving Day Edition~                                 | Hatsune Miku                                                                                             | Vocaliod-P           |
| ぽっぴっぽー (PoPiPo) (Toro and Kuro special edition)                                | Hatsune Miku Toro (background dancer) Kuro (background dancer)                                           | LamazeP              |
| Tell Your World                                                                      | Hatsune Miku                                                                                             | livetune             |
| 東京テディベア (Tokyo Teddy Bear)                                                    | Kagamine Rin                                                                                             | Neru                 |
| 夢喰い白黒バク (Dream-Eating Monochrome Baku)                                        | Kagamine Len                                                                                             | Nem                  |
| Sweet Devil                                                                          | Hatsune Miku                                                                                             | Hachioji-P           |
| リンちゃんなう! (Rin-Chan Now!)                                                      | Hatsune Miku Megurine Luka Kagamine Rin (guest)                                                          | Owata-P              |
| 千本桜 (Thousand Cherry Blossoms (Senbonzakura))                                     | Hatsune Miku Kagamine Rin (guest) Kagamine Len (guest) Megurine Luka (guest) KAITO (guest) MEIKO (guest) | Kurousa-P            |

- Világoskék háttér - előző játékokból visszatérő dalok.
- Sárga háttér - csak AR Mode-ban (Vita) és Live Stage Mode-ban (PS3) elérhető dalok.
- Narancssárga háttér - DLC, megvásárolható a PlayStation Store-ban.
- Zöld háttér - új dalok a Project Diva F-ben (PS3), DLC-ként elérhető a PS Vita verzióhoz is.

## Fordítás
Ez a szócikk részben vagy egészben  a   Hatsune_Miku:_Project_DIVA_F című angol Wikipédia-szócikk ezen változatának fordításán alapul.  Az eredeti cikk szerkesztőit annak laptörténete sorolja fel. Ez a jelzés csupán a megfogalmazás eredetét és a szerzői jogokat jelzi, nem szolgál a cikkben szereplő információk forrásmegjelöléseként.